# Statkraft
Statkraft AS є гідроенергетичною компанією, яка повністю належить норвезькій державі. Statkraft Group є виробником відновлюваної енергії, а також найбільшим виробником енергії в Норвегії та третім у Північному регіоні. Statkraft розробляє та виробляє гідроенергію, енергію вітру, газу, централізованого опалення та сонячної енергії, а також є гравцем на міжнародних енергетичних ринках . У компанії понад 4000 співробітників, а їх штаб-квартира розташована в Осло, Норвегія.

## Історія
Норвезька держава отримала свої перші права власності на водоспад, коли вони купили Пауленфоссен у Південній Норвегії в 1895 році.
У 1921 році було створено Норвезьке управління водних ресурсів та енергетики (NVE) для управління національними електростанціями. З 1950 по 1960 рік держава побудувала великі гідроелектростанції по всій країні.
У 1986 році електростанції та центральна енергомережа були розділені як Statskraftverkene, яка була знову розділена в 1992 році на Statkraft і Statnett. Statkraft SF було створено як державне підприємство.
Протягом 1990-х і 2000-х років Statkraft придбала низку місцевих електростанцій у Норвегії на додаток до розширення на міжнародному рівні. У 2004 році Statkraft було реорганізовано в компанію з обмеженою відповідальністю Statkraft AS, яка все ще повністю належить державі.

## Міжнародна експансія
На початку 21 століття Statkraft вийшов на міжнародний рівень, відкривши заводи в Непалі (1993), Перу (2003), Чилі (2004), Індії (2004), Великій Британії (2006), Албанії (2007), Німеччині (офіс у 1999, генерація електроенергії з 2007 року), Бразилія (2008 рік), Нідерланди (офіс з 1998 року, виробництво електроенергії з 2018 року) та Ірландія (2018 рік).
Група також відкрила офіси у Франції (2009) та Сполучених Штатах
У 2007 році Statkraft і E.ON підписали лист про наміри щодо обміну акціями Statkraft в E.ON Sweden в обмін на гнучкі активи з виробництва електроенергії та акції в E.ON. Загальна вартість обміну активами склала 4,4 млрд євро. Угода зробила Statkraft найбільшим виробником відновлюваної енергії в Європі в 2018 році.

## Statkraft сьогодні
Гідроелектростанції забезпечують Statkraft більшу частину відновлюваної енергії. Загальне річне виробництво електроенергії у 2018 році становило 62,6 ТВт -год.
У 2013 році компанія Statkraft почала будівництво гідроелектростанції Devoll у південно-східній Албанії. Він складається з двох гідроелектростанцій, Banja і Moglicë у долині Devoll, встановленою потужністю приблизно 256 МВт. Електростанція Banja була завершена в 2016 році, а третя буде завершена до 2019 року. Очікується, що загальна вартість проекту становитиме понад 600 мільйонів євро.
Виробництво здійснюється на понад 300 гідроелектростанціях у Норвегії, Швеції, Німеччині, Великій Британії, Туреччині, а також у кількох країнах Південної Америки та Азії. Statkraft бере участь в інших гідроенергетичних проектах у Північному регіоні та Південно-Східній Європі. Компанія розвиває нові виробничі потужності в окремих країнах Південної Америки та Азії.

### Енергія вітру
Енергія вітру є поновлюваним джерелом енергії без викидів. ЄС поставив амбітні цілі щодо скорочення викидів CO2  і розвитку відновлюваної енергетики. Statkraft володіє вітровими електростанціями в Німеччині та Франції.

### Сонячна енергія
Сонячна енергія стане ще більш важливим джерелом енергії в майбутньому. Statkraft працює з сонячною енергією з 2010 року та має сонячні електростанції в Індії та Нідерландах.
У листопаді 2020 року Statkraft оголосила про придбання Solarcentury за 1,45 мільярда норвезьких крон, отримавши повний контроль над компанією та її потужностями з виробництва сонячної енергії в Європі та Південній Америці.

### Центральне опалення
Централізоване теплопостачання є окремою енергетичною системою, яка є природною частиною енергопостачання міст і густонаселених районів. Централізоване опалення на основі відновлюваних джерел енергії може мати позитивний екологічний ефект. Через дочірню компанію Statkraft Varme група Statkraft володіє та управляє низкою теплоцентралей у Норвегії та Швеції.